# Andrej Capuder
Andrej Capuder, slovenski pisatelj, esejist, pesnik, romanist, prevajalec, univerzitetni profesor, politik in diplomat, * 23. november 1942, Ljubljana, † 22. avgust 2018.

## Življenjepis
Andrej Capuder se je rodil v profesorski družini Franca in Vide, roj. Suhadolnik, kot drugi od petih otrok. Maturiral je na klasični gimnaziji v Ljubljani, na Univerzi v Ljubljani je leta 1967 diplomiral iz francoskega in italijanskega jezika, leta 1980 pa je prav tam doktoriral s tezo o francoskem nadrealizmu. Od leta 1968 do 1973  je poučeval francoščino in italijanščino na II. klasični gimnaziji v Ljubljani. Poklic profesorja je nadaljeval na ljubljanski Filozofski fakulteti, kjer je na Oddelku za romanske jezike in književnosti do leta 2009 s presledki predaval francosko književnost, izbrana poglavja iz klasicizma in romantike. Vmes je pisal, prevajal in se strokovno izpopolnjeval v Franciji, na univerzah v Nancyju, v Aix-en-Provance in drugje. V osemdesetih letih je s pisano in govorjeno besedo deloval pri procesu demokratizacije v povojni Sloveniji. Na prvih večstrankarskih volitvah leta 1990 je bil na listi Slovenskih krščanskih demokratov (DEMOS) izvoljen za poslanca, nato pa je v prvi vladi samostojne Slovenije (1990-1993) postal minister za kulturo. Po koncu mandata je bil imenovan za veleposlanika Republike Slovenije v Parizu, kjer je deloval do leta 1997. Nato se je vrnil na Univerzo, v obdobju od leta 2005 do 2009 pa je bil znova ambasador, to pot v Rimu. Po upokojitvi leta 2009 se je posvečal književnemu ustvarjanju in nadaljnji poglobitvi demokracije v Sloveniji. Od leta 1967 je bil poročen z Majdo, roj. Dekleva, bibliotekarko in prevajalko. Bil je oče treh hčera, od katerih je imel osem vnukov. Živel in ustvarjal je v Ljubljani ter v Vremski dolini, na domačiji svoje žene.

## Delo
Književno pot je začel kot pesnik in prevajalec poezije. Še kot mladenič je vstopil v slovenski literarni prostor z integralnim prevodom Dantejeve Božanske komedije (1972). Svoje pesmi in prevode je objavljal v revijah Problemi, Prostor in čas, Znamenje in Naši razgledi, kasneje pa še v Celovškem zvonu in Zvonu, kjer je nekaj časa tudi urednikoval. Njegovo izvirno literarno pot začenja kratki roman Bič in vrtavka, ki je na Slovenskem dvignil precej prahu s svojim estetskim in političnim sporočilom. Nato se je vse bolj obračal k prozi, še posebej  s svojo "trilogijo", izdano pri Slovenski matici, kjer je po vzoru roman fleuve ubeseden spoj posameznika z zgodovino slovenske polpretekle dobe. Njegovo filozofsko, pedagoško in literarno obzorje so zaznamovali trije veliki vzorniki, ki se jim je posvečal vse življenje: Bergson s kritiko intelekta, Kierkegaard s filozofijo eksistence in Dante v trubadurski in mistični dimenziji. Tu je še Teilhard de Chardin, ki je sooblikoval njegovo družbeno in religiozno zavest. Pri vseh imenovanih avtorjih velja  na Slovenskem za pionirja, ki pa hkrati nadaljuje delo predhodnikov v gibanju krščanskega personalizma, predvsem Edvarda Kocbeka, Janeza Janžekoviča in drugih. 

## Nagrade in odličja
Prepesnitev Dantejeve Božanske komedije je Andreju Capudru leta 1973 prinesla Sovretovo nagrado Društva slovenskih prevajalcev, dobrih štirideset let kasneje (2015) pa je za Povest o knjigah prejel Rožančevo nagrado za najboljšo esejistično zbirko. Je nosilec visokih tujih priznanj: italijanskega viteškega križca in viteza francoske častne legije, ki ga je prejel leta 2002 za zasluge na področju frankofonije. Leta 2011 je bil izvoljen v Evropsko akademijo znanosti in umetnosti v Salzburgu.

## Izbrana bibliografija

### Leposlovje

#### Romani
- Bič in vrtavka. Maribor: Obzorja, 1975. (COBISS) (2. dopol. izd. Ljubljana: Kres, 1993.) (COBISS)
- Mali cvet. Ljubljana: Slovenska matica, 1977. (COBISS)
- Rapsodija 20. Ljubljana: Slovenska matica, 1982. (COBISS)
- Iskanje drugega. Ljubljana: Slovenska matica, 1991. (COBISS)
- Reka pozabe. Ljubljana: Slovenska matica, 2007. (COBISS)

#### Druga prozna dela
- Deklici: črtice. Celovec, Ljubljana, Dunaj: Mohorjeva založba, 1995. (COBISS)
- Pariški dnevnik: zapiski slovenskega veleposlanika v Franciji (1993-1997). Ljubljana: Družina, 1999. (COBISS)

#### Zbrana esejistika
- Romanski eseji [o Danteju, Petrarci, Camõesu, Unamunu, Sabatu, Kosovelu, Kocbeku, Rebuli, Bergsonu, Kierkegaardu]. Trst, Ljubljana: Založništvo tržaškega tiska, Adit, 1987. (COBISS)
- Povest o knjigah. V Ljubljani: Slovenska matica, 2014 (COBISS) (2. dopolnjena izdaja 2015) (COBISS)
- Zamrznjene besede: eseji. Celovec: Mohorjeva, 2017 (COBISS)
- Pisma iz svinjaka, Ljubljana, založba Nova obzorja, 2021 (zbrane kolumne 2003-18)

#### Pesniške zbirke
- Rimski soneti. Celje, Ljubljana: Celjska Mohorjeva družba, 2011. (COBISS)
- Pasijon ubogih. Ljubljana: Novi svet, 2012. (COBISS)
- Duhovni soneti. Celje: Celjska Mohorjeva družba, 2020. (COBISS)

#### Dramski teksti
- Medeja ali Težave z dihanjem: (ekološka drama v dveh dejanjih s sanjskim intermezzom). Celovški zvon, 2 (št. 3, 4, 5) 1984, str. 13-22, 13-14, 19-27. (COBISS)
- Orfej in Evridika ali Vloga vratarja v zadevi Orfeja in Evridike. Celovški zvon, 5 (št. 14, 15), 1987, str. 17-25, 21-30. (COBISS)

#### Krajše leposlovne objave, izbor
- [Pesmi]. Refleksija; Nekoč ob mlinskem kolesu. Prostor in čas, 1 (št. 1/2), 1969, str. 24-25. (COBISS)
- Provansalske balade. Prostor in čas, 3 (št. 5/6), 1971, str. 241-243. (COBISS)
- [Pesmi]. Očitanja; Kuklus klan; Okrogla miza; Morda še kaj popravim; Na prepihu; Orumenela pesem. Celovški zvon, 6 (št. 19), 1988, str. 5-7. (COBISS)
- Sonet: ob sedemdesetletnici Alojza Rebule. Celovški zvon, 12 (št. 44), 1994, str. 93. (COBISS)
- Florence: La recherche de l'autre. Litterae slovenicae, 34 (št. 2), 1996,  str. 35-45. (COBISS)
- Breviarij (1999). V: 2000 po Kristusu: premišljevanja ob koncu drugega tisočletja [zbornik esejev] (str. 15-24). Ljubljana: Nova revija, 1999. (COBISS)
- Breviarij 2000. Zvon, 3 (št. 5), 2000, str. 8-14.(COBISS)
- Pesmi [Hiša; Vojna; Žalost s povratnico; Ironija; Prostor na soncu; Tisoč in znova tisoč]. Zvon, 3 (št. 2), 2000, str. 9-12.(COBISS)
- Breviarij. Nova revija, 20 (št. 225/227), 2001, str. 85-92. (COBISS)
- Breviarij. Zvon, 4 (št. 4), 2001, str. 8-15. (COBISS)
- Iz Breviarija. Zvon, 5 ( št. 1, 5), 2002, str. 12-15, 48-52. (COBISS)
- Alojziju Rebuli!: ob osemdesetletnici Alojza Rebule. Mladika, 48 (št. 5), 2004, str. 1. (COBISS)
- Iz Breviarija. Zvon, 8 (št. 2),  2005, str. 52-57. (COBISS)
- Pogrešam te, ljubezen … [Utrudil sem se v dirki ; Pogrešam te, ljubezen ; In spet sedim v zavetju ; Čez travnik sva se napotila ; Ljubezen, o,Gospod ; Sestavljanka se naglo bliža]. Zvon, 15 (št. 1), 2012, str. 5-6. (COBISS)
- Soneti 3. Poetikon, 11 (št. 59/60), 2015, str. 33-36.(COBISS)

### Filozofske in strokovne monografije
- André Breton: med možnostjo in nujo. Ljubljana, 1979. (COBISS)
- Du classique au romantique: cours sur le classicisme français et sur l'évolution du sentiment romantique en France. Ljubljana: Filozofska fakulteta, 2000 (COBISS)
- Henri Bergson, intuicija in misel. Celje: Društvo Mohorjeva družba, 2008 (COBISS)

### Druga samostojna dela
- Mozaik svobode: politika in kultura 1985-1992. Ljubljana: Mihelač, 1992 (COBISS)
- Andrej Capuder & Bogdan Kladnik: Slovenija brez meja. Celovec: Mohorjeva založba, 2003. (COBISS)

### Prevodi

#### Poezija
- Dante Alighieri: Božanska komedija, izbor. V Ljubljani: Mladinska knjiga, 1966 (Kondor. Izbrana dela iz domače in svetovne književnosti; zv. 78). (COBISS)
- Dante Alighieri: Božanska komedija. 1. Pekel. 2. Vice. 3. Raj. Ljubljana: Obzorja, 1972.  1. (COBISS) 2.(COBISS) 3. (COBISS). Dopoln. izd. Božanske komedije: - Trst: Založništvo tržaškega tiska, 1991 (COBISS). - Ljubljana: Mihelač, 1994 (Svetovni klasiki; 28) (COBISS). - Celje: Mohorjeva družba, 2005. 1. (COBISS) 2. (COBISS) 3. (COBISS).
- Luis de Camões: Luzijada: izbor. Ljubljana: Mladinska knjiga, 1976. (Kondor; zv. 158). (COBISS)
- Francesco Petrarca: Stihi: 101 sonet, 3 kancone, sekstina, madrigal, balada. Ljubljana: Mladinska knjiga, 1980. (COBISS)
- Francesco Petrarca:  Francesco Petrarca. Ljubljana: Mladinska knjiga, 1987. (Lirika; zv. 59). (COBISS)
- Francesco Petrarca: Soneti. Ljubljana: Mihelač, 1995. (Svetovni klasiki; zv. 35).(COBISS)
- Francesco Petrarca: Francesco Petrarca [Canzionere, izbor]. (Dvojezična izd.). Ljubljana: Mladinska knjiga, 1998 (Mojstri lirike). (COBISS)
- Baudelaire. Ljubljana: Mladinska knjiga, 1984. (Lirika; zv. 52). (COBISS)
- [Trubadurska poezija: avtorji Guillaume de Poitiers, Cercamon, Marcabru, Bernart de Ventadorn, Jaufré Rudel, Anonimni]. Ljubljana, 2002. (COBISS)
- Jacques Prévert: Pesmi. Problemi, 2 (št. 16/17), 1964, str. 474-483. (COBISS)
- Luis de Góngora: Poezija španskega baroka [Male romance ; Pisemce ; Samote (odlomek) ; Soneti]. Problemi, 3 (št. 32), 1965, str. 1042-1049. (COBISS)
- Jorge Manrique: Iz španske srednjeveške poezije: Stihi ob očetovi smrti (Coplas por la muerte de su padre).  Problemi, 3 (št. 29), 1965, str. 579-592. (COBISS)
- Antonio Machado: Galerije. Problemi, 4 (št. 39), 1966, str. 294-302. (COBISS)
- Paul Claudel: Križev pot. Zvon 5 (št. 2), 2004, str. 13-20. (COBISS)
- Anonimni: Sonet (No me mueve, mi Dios, para quererte - Soneto a Cristo crucificado). Magnificat 2, (št. 9), 2015, str. 167- 168. (COBISS)

#### Roman
- Ernesto Sabato: Grobovi in junaki. Ljubljana: Mladinska knjiga, 1982. (COBISS)

#### Filozofska dela
- Pierre Teilhard de Chardin: Božje okolje: poizkus notranjega življenja. Celje: Mohorjeva družba, 1975. (COBISS)
- Pierre Teilhard de Chardin: Pojav človeka. Celje: Mohorjeva družba, 1978. (COBISS)
- Søren Kierkegaard: Dejanja ljubezni. Ljubljana: Družina, 2012. (COBISS)
- Leon Šestov: Kierkegaard in Dostojevski. Znamenje, 6 (št. 2), 1976, str. 241-249. (COBISS)
- Étienne Gilson: Heloiza in Abelard. Celje: Celjska Mohorjeva družba, 2017 (COBISS)
- Pisma Abelarda in Heloize. V: Étienne Gilson: Heloiza in Abelard, str. 219-267. Celje: Celjska Mohorjeva družba, 2017 (COBISS)

### Literarne študije, razprave, članki
- Dantejev raj. Prostor in čas, 1 (št. 7/8), 1969, str. 305-316. (COBISS)
- Gabriel Garcia Marquez - Sto let samote. Prostor in čas, 2 (št. 1), 1970, str. 50-52. (COBISS)
- Iz dežele trubadurjev (pesniški zapis). Prostor in čas, 3 (št. 11/12), 1971, str. 633-647. (COBISS)
- Komentar. V: Dante Alighieri, Božanska komedija, Pekel (str. 183-245). Maribor: Obzorja, 1972. (COBISS)
- Komentar. V: Dante Alighieri, Božanska komedija, Vice (str. 163-237).  Maribor: Obzorja, 1972. (COBISS)
- Komentar. V: Dante Alighieri, Božanska komedija, Raj (str. 163-2234).  Maribor: Obzorja, 1972. (COBISS)
- Tristan in Izolda. V: Roman o Tristanu in Izoldi (str. 128-153). Ljubljana: Mladinska knjiga, 1974, (COBISS)
- Ob prevajanju Teilharda de Chardina. Prostor in čas, 6 (št. 7/9) 1974, str. 436-445. (COBISS)
- Camões in renesančna izkušnja. V: Luis de Camões, Luzijada: izbor (str. 92-117). Ljubljana: Mladinska knjiga, 1976.(COBISS)
- Henri Bergson ali osmišljena materija. V: Henri Bergson, Esej o smehu, Filozofska intuicija, Uvod v metafiziko (str. 193-259). Ljubljana: Slovenska Matica, 1977. (COBISS)
- Petrarca, poslednji trubadur. V: Francesco Petrarca (str. 145-158). Ljubljana: Mladinska knjiga, 1987. (COBISS)
- Literarni avtoportret. V:  Gabriel García Márquez, Patriarhova jesen (str. 261-273). Ljubljana: DZS, 1980. (COBISS)
- Ernesto Sabato, telo in geometrija. V: Ernesto Sabato, Grobovi in junaki (str. 433-442). Ljubljana: Mladinska knjiga, 1982. (COBISS)
- Bergson in Župančič. V: Obdobje simbolizma v slovenskem jeziku, književnosti in kulturi [zbornik simpozija]. 1. del (str. 255-266). Ljubljana : Filozofska fakulteta, 1983 (Obdobja; 4). (COBISS)
- Zunanje in notranje kihotstvo Miguela de Unamuna. V: Miguel de Unamuno, Tragično občutje življenja (str. 5-35). Ljubljana: Slovenska matica, 1983. (COBISS)
- Neznano drevo Alojza Rebule. Celovški zvon,  2, (št. 4), 1984, str. 51-58. (COBISS)
- Edvard Kocbek - pesnik jaza.  Celovški zvon, 2 (št. 5), 1984, str. 70-77. (COBISS)
- Vse ali nič pri Sørenu Kierkegaardu. V: Sören Kierkegaard, Bolezen za smrt : krščanska psihološka razprava za spodbudo in prebujo ; in Trije spodbudni govori (str. 7-44). Ljubljana: Mohorjeva družba, 1987. (COBISS)
- Josip Vandot - pozabljeni trubadur. Mohorjev koledar ... , 1990, str. 167-168.(COBISS)
- Dante, človek in delo. V: Dante Alighieri, Božanska komedija (str. 655-667). Trst: Založništvo tržaškega tiska, 1991.(COBISS)
- Simone Weil en Slovénie: rencontre avec Andrej Capuder. V: Question de Simone Weil. Le grand passage. (str. 210-216). Paris: Albin Michel, 1994. (Question de; No 97). (COBISS)
- La Slovénie entre légende et Histoire. V: Les arts en Slovénie (str. 6-7). Paris: Nouvelle Sedo, 1995.  (L'Oeil ; No 473). (COBISS)
- Razstvarjenje Simone Weil. V: Simone Weil, Težnost in milost (199-219). Ljubljana: Študentska založba, 1998. (COBISS)
- France Prešeren: (1800-1849): V: Poèmes = Pesmi (dvojezična izd., str. 160-165). Kranj, Klagenfurt … : Hermagoras, 1999. (COBISS)
- Tomaž Akvinski - blišč in beda umovanja. Tretji dan, 28 (št. 5), 1999, str. 10-23. (COBISS)
- Teilhard de Chardin, prerok svetovnosti.  Zvon, 3 (št. 4), 2000, str. 37-45. (COBISS)
- Človek, ki govori resnico - o Molièrovi drami Ljudomrznik. Gledališki list SNG. Drama, 79 (št. 8), 1999/2000, str. 17-19. (COBISS)
- Dante in Prešeren. Zvon, 4 (št. 1), 2001, str. 34-42. (COBISS)
- Dante in Prešeren v moralni resonanci. V: France Prešeren - kultura – Evropa (str. 49-60). Ljubljana: Založba ZRC SAZU, 2002. (COBISS)
- L'imagination et l'identité chez Pascal. V: Masque et carnaval dans la littérature européenne (str. 63-67). Paris: Harmattan, 2002. (COBISS)
- Bergson med mehaniko in mistiko. Tretji dan, 31 (št. 9/10), 2002, str. 21-27. (COBISS)
- Thomas Merton, človek na meji. V: Thomas Merton, Gora sedmih polic (str. 497-510). Ljubljana: Družina, 2006. (COBISS)
- Gracián, človek in doba. V: Baltasar Gracián y Morales, Priročni orakelj in umetnost razumnega (str. 7-13). Celovec: Mohorjeva družba, 2008. (COBISS)
- Lepota v književnosti.  Communio, 18 (št. 3), 2008, str. 233-235. (COBISS)
- Nemogoča ljubezen Sørena Kierkegaarda. V: Søren Kierkegaard, Dejanja ljubezni (str. 488-509). Ljubljana: Družina, 2012. (COBISS)
- Sto let samote: kdaj je začela usihati literarna moč Evrope?  Zvon, 16 (št. 1/2), 2013, str. 33-35. (COBISS)
- Dante na meji.  Mladika, 59 (št. 1), 2015, str. 1-3 (COBISS)

### Članki s področij kulture, kulturne zgodovine in politike, intervjuji
- Kako podoba se je krogu vdala. Znamenje 1 (št. 3/4), 1971, str. 124-126. (COBISS)
- Čiščenje slovenskega Avgijevega hleva. Delo (Sobotna priloga), 30 (št. 233), 7. okt. 1989, str. 33 (COBISS)
- Jalovi parlament? Celovški zvon, 8 (št. 29), 1990, str. 8-9. (COBISS)
- Capuder, A. & Marinčič, V.:  Kultura je zame celostni pečat naroda [intervju].  Delo, 32 (št. 275), 24. 9. 1990, str. 27. (COBISS)
- Kulturna država ali državna kultura? [intervju].  Naši razgledi, 40 ( št. 6), 22. 3. 1991, str. [172]+163. (COBISS)
- Metamorfoze Mira Hajnca. Celovški zvon, 8 (št. 26), 1990, str. 51-53. (COBISS)
- Capuder, A. & Sandi Sitar ... [et al.]. Za duhovno rast te dežele [intervju]. Slovenec, 76 (št. 31), 7. 2. 1992, str. 3. (COBISS)
- Evropa domovin - stvarnost ali iluzija?  Celovški zvon, 11 (št. 39), 1993, str. 6-9. (COBISS)
- Anton Mahnič in ideje francoske revolucije.  Zvon, 1  (št. 2), 1998, str. 44-47. (COBISS)
- Med razsvetljenjem in očiščevanjem: nekoliko osebno razmišljanje. Nova revija, 17 (št. 196/197), 1998, str. 195-197. (COBISS)
- Capuder, A. & Krečič Scholten, T.: Anekdot mi ne manjka: pogovor z Andrejem Capudrom ob 60-letnici [intervju].  Zvon 5, ( št. 5), 2002, str. 53-61. (COBISS)
- Capuder, A. & Podkrižnik, M. Umevam, da je religija moška pogruntavščina [intervju].  Delo, 44 (št. 281), 6. dec. 2002, str. 9. (COBISS)
- Evangelizacija ali restavracija Cerkve. Tretji dan, 32 (št. 4/5), 2003, str. 85-97. (COBISS)
- Evropa, stvarnost ali podoba? Nova revija, 22 (št. 252/253), 2003, str. 101-109. (COBISS)
- Religija kot povezava: v križanju vertikale in horizontale. Zvon, 7  (št. 2), 2004, str. 72-81. (COBISS)
- Portret ministra: odziv na prispevek Petnajst let, osem ministrov, avtorice Valentine Plahuta Simčič. Delo, 47 (št. 73), 30. mar. 2005, str. 9. (COBISS)
- Capuder, A. & Puc, I. Beseda nas razdružuje [intervju]. Mag, 11 (št. 20), 18. maj 2005, str. 36-40. (COBISS)
- Amicus sibi. Nova revija, 29 (št. 333/334/335), 2010, str. 121-124. (COBISS)
- Zgode in nezgode biti (bis): razmišljanje ob knjigi Gorazda Kocijančiča. Ampak, 11 (št. 1/2), 2010, str. 78-80. (COBISS)
- Pogovor z dr. Andrejem Capudrom [intervju].  V: Rosvita Pesek,  Osamosvojitvena vlada (str. 410-420). Celovec: Mohorjeva, 2012. (COBISS)
- Vitez vere ali javni junak? Tretji dan, 42 (št. 5/6), 2013, str. 63-68. (COBISS)
- Nasprotje ali odnos? Tretji dan, 43 (št. 3/4), 2014, str. 93-99.  (COBISS)
- Capuder, A. & Grgič, J. Slovenci najbolj papeški med vsemi. Delo (Sobotna priloga),  57 (št. 74), 28. mar. 2015. (COBISS)
- Knjigi na pot. V: Elizabeta Špela Lovšin, V preletu, Ljubljana: samozal., 2016. (COBISS)